# Plectrodera scalator
Plectrodera scalator là một loài bọ cánh cứng trong họ Cerambycidae.